# 山橋貴史
山橋 貴史（やまはし たかし、1972年5月31日 - ）は北海道札幌市出身の元サッカー選手。ポジションはFW、MF。

## 来歴
札幌第一高等学校から1991年に日本サッカーリーグ（当時）のヤンマーに入部。チームがセレッソ大阪となった1994年シーズンにレギュラーポジションを獲得し、森島寛晃、マルキーニョス、モウラらとともに、攻撃の中心として活躍。同年のJFL優勝・Jリーグ昇格に貢献した。
Jリーグデビューとなった1995年シーズンは、バルデスらの加入もあって先発出場は減るが、開幕戦の対広島戦では途中出場ながらVゴールを決めるなど、スーパーサブとして活躍した。その後1997年にコンサドーレ札幌、1999年に夕張ベアフット（現ベアフット北海道）に移籍した。ベアフットではプレーイングコーチとして指導者を目指し、2007年にU-15日本代表コーチ就任。それと共にS級ライセンスを取得した。
日本サッカー協会ナショナルトレセンコーチ、ベアフット北海道のコーチ などを歴任。2021年1月18日、ヴェルスパ大分の監督に就任した。

## 所属クラブ
- 美園サッカー少年団
- 札幌第一高等学校
- 1991年-1996年 ヤンマー/セレッソ大阪
- 1997年-1998年 コンサドーレ札幌
- 1999年- 夕張ベアフット（現 ベアフット北海道)

## エピソード
- C大阪在籍時にはよくVゴールを決めていた事から「Vゴール男」と呼ばれていた。
- C大阪がジャパンフットボールリーグからJリーグに昇格した時の特別番組でますだおかだから「一番セレッソのユニフォームが似合う男」と褒められた事がある。
- 当時のサッカー選手としては珍しく、髪の色を赤や金など派手な色に染める事もあった。髪の色が目立つ分恥ずかしいプレーは出来ない、という自分への戒めの意味かららしい。

## 個人成績
| 国内大会個人成績 | 国内大会個人成績 | 国内大会個人成績 | 国内大会個人成績 | 国内大会個人成績 | 国内大会個人成績 | 国内大会個人成績 | 国内大会個人成績  | 国内大会個人成績 | 国内大会個人成績 | 国内大会個人成績 | 国内大会個人成績 |
| 年度             | クラブ           | 背番号           | リーグ           | リーグ戦         | リーグ戦         | リーグ杯         | リーグ杯          | オープン杯       | オープン杯       | 期間通算         | 期間通算         |
| 年度             | クラブ           | 背番号           | リーグ           | 出場             | 得点             | 出場             | 得点              | 出場             | 得点             | 出場             | 得点             |
| 日本             | 日本             | 日本             | 日本             | リーグ戦         | リーグ戦         | JSL杯/ナビスコ杯 | JSL杯/ナビスコ杯  | 天皇杯           | 天皇杯           | 期間通算         | 期間通算         |
| ---------------- | ---------------- | ---------------- | ---------------- | ---------------- | ---------------- | ---------------- | ----------------- | ---------------- | ---------------- | ---------------- | ---------------- |
| 1990-91          | ヤンマー         | 26               | JSL1部           | 0                | 0                | -                | -                 | -                | -                |                  |                  |
| 1991-92          | ヤンマー         | 24               | JSL2部           | 10               | 2                | 0                | 0                 |                  |                  |                  |                  |
| 1992             | ヤンマー         | 11               | 旧JFL1部         | 9                | 0                | -                | -                 |                  |                  |                  |                  |
| 1993             | ヤンマー         | 11               | 旧JFL1部         | 12               | 1                | -                | -                 | 0                | 0                | 12               | 1                |
| 1994             | C大阪            | 11               | 旧JFL            | 23               | 7                | 1                | 0                 | 2                | 0                | 26               | 7                |
| 1995             | C大阪            | -                | J                | 42               | 3                | -                | -                 | 2                | 0                | 44               | 3                |
| 1996             | C大阪            | -                | J                | 10               | 0                | 4                | 0                 | 0                | 0                | 14               | 0                |
| 1997             | 札幌             | 28               | 旧JFL            | 19               | 1                | 0                | 0                 | 0                | 0                | 19               | 1                |
| 1998             | 札幌             | 25               | J                | 0                | 0                | 1                | 0                 | 0                | 0                | 1                | 0                |
| 通算             | 日本             | 日本             | J                | 52               | 3                | 5                | 0                 | 4                | 0                | 61               | 3                |
| 通算             | 日本             | 日本             | JSL1部           | 0                | 0                | -                | -                 | -\|\|\|\|        | -\|\|\|\|        |                  |                  |
| 通算             | 日本             | 日本             | JSL2部           | 10               | 2                | 0                | 0\|\|\|\|\|\|\|\| |                  |                  |                  |                  |
| 通算             | 日本             | 日本             | 旧JFL            | 63               | 9                | 1                | 0                 | 2                | 0                | 45               | 8                |
| 総通算           | 総通算           | 総通算           | 総通算           | 125              | 14               | 6                | 0                 | 6                | 0                | 137              | 14               |

## 指導歴
- 1999 - 2007年 ベアフット北海道
  - 1999年 - 2002年 U-15 コーチ
  - 2002年 - 2007年 U-15 監督
- 2004年 - 2012年 日本サッカー協会
  - 2004年 ナショナルトレセンコーチ
  - 2007年 - 2009年 U-15/U-16/U-17日本代表アシスタントコーチ (2009 FIFA U-17ワールドカップ参加)
  - 2011年 - 2012年 U-18/U-19日本代表アシスタントコーチ
- 2021年 - ヴェルスパ大分 監督